# Christina Axelsson
Gunhild Christina Axelsson, född 10 augusti 1949 i Brännkyrka församling i Stockholm, är en svensk politiker (socialdemokrat).
Axelsson var riksdagsledamot från 1995 till 2010, fram till 2002 som ersättare och därefter som ordinarie ledamot. Hon var invald i Stockholms läns valkrets. Hon har varit ledamot i trafikutskottet 1995–1998 och 2006–2010, miljö- och jordbruksutskottet 2002–2006 och EU-nämnden 1998–2006. Under Ibrahim Baylans föräldraledighet hösten 2007 var Axelsson ordförande i trafikutskottet.
Efter att Axelsson avgått från riksdagen är hon fortfarande aktivt inom politiken i Huddinge kommun och sedermera Västerviks kommun.
Axelsson har varit dagmamma, fackligt aktiv inom Kommunal, är gift och har två döttrar samt fem barnbarn.